# Ascoseira
Ascoseira é um género monotípico de  algas marinhas da classe Phaeophyceae (algas castanhas). A única espécie, e espécie tipo, é Ascoseira mirabilis Skottsberg, uma grande macroalga parenquimatosa, endémica no Oceano Antárctico, onde ocorre nas águas da zona submaré a profundidades de 3 a 15 metros. Ascoseira é o único género da ordem Ascoseirales.

## Descrição
A única espécie conhecida neste agrupamento, Ascoseira mirabilis, caracteriza-se pela presença de esporófitos parenquimatosos, com crescimento intercalar constituído por células com múltiplos plastídeos discóides dispersos, sem pirenoide.
Estes organismos apresentam ciclo de vida do tipo heteromórfico, produzindo gametófitos que não têm vida livre. A reprodução sexual é isogâmica.